# Cedric Simmons
Cedric Tremaine Simmons (Charlotte, 3 gennaio 1986) è un cestista statunitense naturalizzato bulgaro.

## Carriera
È stato selezionato dai New Orleans Hornets al primo giro del Draft NBA 2006 (15ª scelta assoluta).

## Palmarès
- Campionato estone: 2

Kalev/Cramo: 2016-17, 2017-18
- Coppa Intercontinentale: 1

Olympiakos: 2013